# Sistema de Wettstein
O Sistema de Wettstein é uma classificação botânica, cujo autor foi Richard Wettstein (Richard von Wettstein von Westersheim, 1863-1931).

## Classificação
Este sistema reconhecia os seguintes grandes grupos, de acordo com
R. Wettstein (1935). "Handbuch der Systematischen Botanik" 4ª ed. [S.l.: s.n.]:
- I. filo Schizophyta
1. classe Schizophyceae
2. classe Schizomycetes
- II. filo Monadophyta
- III. filo Myxophyta
- IV. filo Conjugatophyta
- V. filo Bacillariophyta
- VI. filo Conjugatae
- VII. filo Rhodophyta
1. classe Bangieae
1. família Bangiaceae
2. classe Florideae
1. ordem Nemalionales
1. família Lemaneaceae
2. família Helminthocladiaceae
3. família Chaetangiaceae
4. família Gelidiaceae
2. ordem Gigartinales
5. família Acrotylaceae
6. família Wrangeliaceae
7. família Gigartinaceae
8. família Rhodophyllidaceae
3. ordem Rhodymeniales
9. família Sphaerococcaceae
10. família Rhodymeniaceae
4. ordem Ceramiales
11. família Delesseriaceae
12. família Bonnemaisoniaceae
13. família Rhodomelaceae
14. família Ceramiaceae
5. ordem Cryptonemiales
15. família Gloiopeltidaceae
16. família Grateloupiaceae
17. família Dumontiaceae
18. família Nemastomataceae
19. família Rhizophyllidaceae
20. família Squamariaceae
21. família Corallinaceae

- VIII. filo Euthallophyta
1. classe Chlorophyceae
2. classe Fungi
A. Eumycetes
1. subclasse Phycomycetes
2. subclasse Ascomycetes
3. subclasse Basidiomycetes
B. Lichenes
1. subclasse Ascolichenes
2. subclasse Basidiolichenes
- IX. filo Cormophyta
I. divisão Archegoniatae
1. subdivisão Bryophyta
1. classe Musci
2. classe Hepaticae
2. subdivisão Pteridophyta
1. classe Psilophytinae
2. classe Lycopodiinae
3. classe Psilotinae
4. classe Articulatae
5. classe Filicinae
II. divisão Anthophyta
1. subdivisão Gymnospermae
1. classe Pteridospermae
2. classe Cycadinae
3. classe Benettitinae
4. classe Cordaïtinae
5. classe Ginkgoinae
6. classe Coniferae
7. classe Gnetinae
2. subdivisão Angiospermae
1. classe Dicotyledones
1. subclasse Choripetalae
A. Monochlamideae
B. Dialypetalae
2. subclasse Sympetalae
2. classe Monocotyledones

## Gymnospermae
- 1. subdivisão Gymnospermae
1. classe Pteridospermae (somente fóssil)
2. classe Cycadinae
1. família Cycadaceae
2. família Zamiaceae
3. classe Benettitinae (somente fóssil)
4. classe Cordaïtinae (somente fóssil)
5. classe Ginkgoinae
1. família Ginkgoaceae
6. classe Coniferae
1. família Taxaceae
2. família Cupressaceae
3. família Abietaceae
7. classe Gnetinae
1. família Ephedraceae
2. família Gnetaceae
3. família Welwitschiaceae

## Angiospermae
- 2. subdivisão Angiospermae

### Dicotyledones
- 1. classe Dicotyledones 
1. subclasse Choripetalae 
A. Monochlamideae 
1. ordem Verticillatae
família Casuarinaceae
2. ordem Fagales
1. família Betulaceae
2. família Fagaceae
3. ordem Myricales
família Myricaceae
4. ordem Leitneriales
família Leitneriaceae
5. ordem Juglandales
1. família Julianiaceae
2. família Juglandaceae
6. ordem Salicales
família Salicaceae
7. ordem Batidales
família Batidaceae [sic, agora Bataceae]
8. ordem Balanopsidales
família Balanopsidaceae [sic, agora Balanopaceae]
9. ordem Urticales
1. família Moraceae
2. família Cannabaceae
3. família Ulmaceae
4. família Eucommiaceae
5. família Rhoipteleaceae
6. família Urticaceae
10. ordem Piperales
família Piperaceae
incertae sedis
família Saururaceae
família Chloranthaceae
família Lacistemonaceae
11. ordem Proteales
família Proteaceae
12. ordem Santalales
1. família Santalaceae
2. família Grubbiaceae
3. família Opiliaceae
4. família Octoknemaceae
5. família Olacaceae
6. família Myzodendraceae
7. família Loranthaceae
8. família Balanophoraceae
9. família Cynomoriaceae
13. ordem Polygonales
família Polygonaceae
14. ordem Centrospermae
1. família Chenopodiaceae
2. família Amaranthaceae
3. família Phytolaccaceae
4. família Thelygonaceae
5. família Nyctaginaceae
6. família Aizoaceae
7. família Cactaceae
[sic]
9. família Portulacaceae
10. família Basellaceae
11. família Caryophyllaceae
15. ordem Tricoccae
1. família Euphorbiaceae
2. família Daphniphyllaceae
3. família Dichapetalaceae
4. família Buxaceae
5. família Callitrichaceae
16. ordem Hamamelidales
1. família Hamamelidaceae
2. família Cercidiphyllaceae
3. família Eupteleaceae
4. família Platanaceae
5. família Myrothamnaceae
[sic]
B. Dialypetalae 
18. ordem Polycarpicae
1. família Magnoliaceae
2. família Trochodendraceae
3. família Lactoridaceae
4. família Himantandraceae
5. família Eupomatiaceae
6. família Anonaceae [sic, agora: Annonaceae]
7. família Myristicaceae
8. família Canellaceae
9. família Aristolochiaceae
10. família Rafflesiaceae
11. família Hydnoraceae
12. família Calycanthaceae
13. família Gomortegaceae
14. família Monimiaceae
15. família Lauraceae
16. família Hernandiaceae
17. família Menispermaceae
18. família Lardizabalaceae
19. família Ranunculaceae
20. família Berberidaceae
21. família Nymphaeaceae
22. família Ceratophyllaceae
incertae sedis
23. família Nepenthaceae
24. família Cephalotaceae
25. família Sarraceniaceae
19. ordem Rhoeadales
1. família Papaveraceae
2. família Tovariaceae
3. família Capparidaceae [sic, agora Capparaceae]
4. família Cruciferae
5. família Resedaceae
6. família Moringaceae
20. ordem Parietales
1. família Cistaceae
2. família Bixaceae
3. família Cochlospermaceae
4. família Tamaricaceae
5. família Fouquieriaceae
6. família Frankeniaceae
7. família Elatinaceae
8. família Droseraceae
9. família Violaceae
10. família Flacourtiaceae
11. família Stachyuraceae
12. família Turneraceae
13. família Malesherbiaceae
14. família Passifloraceae
15. família Achariaceae
16. família Caricaceae
17. família Loasaceae
18. família Begoniaceae
19. família Datiscaceae
20. família Ancistrocladaceae
21. ordem Guttiferales
1. família Dilleniaceae
2. família Actinidiaceae
3. família Ochnaceae
4. família Strassburgeriaceae
5. família Eucryphiaceae
6. família Caryocaraceae
7. família Marcgraviaceae
8. família Quiinaceae
9. família Theaceae
10. família Guttiferae
11. família Dipterocarpaceae
22. ordem Rosales
1. família Crassulaceae
2. família Saxifragaceae
3. família Cunoniaceae
4. família Brunelliaceae
5. família Myrothamnaceae
6. família Pittosporaceae
7. família Byblidaceae
8. família Roridulaceae
9. família Bruniaceae
10. família Podostemonaceae
11. família Hydrostachyaceae
12. família Rosaceae
13. família Crossosomataceae
14. família Chrysobalanaceae
15. família Connaraceae
16. família Mimosaceae
17. família Papilionaceae
23. ordem Myrtales
1. família Penaeaceae
2. família Geissolomaceae
3. família Oliniaceae
4. família Thymelaeaceae
5. família Elaeagnaceae
6. família Lythraceae
7. família Heteropyxidaceae
8. família Sonneratiaceae
9. família Rhizophoraceae
10. família Alangiaceae
11. família Nyssaceae
12. família Lecythidaceae
13. família Combretaceae
14. família Myrtaceae
15. família Punicaceae
16. família Melastomataceae
17. família Oenotheraceae
18. família Halorrhagidaceae [sic: agora Haloragaceae]
19. família Gunneraceae
incertae sedis
família Hippuridaceae
24. ordem Columniferae
1. família Malvaceae
2. família Bombacaceae
3. família Tiliaceae
4. família Sterculiaceae
5. família Elaeocarpaceae
incertae sedis
família Chlaenaceae
família Gonystylaceae
família Scytopetalaceae
25. ordem Gruinales
1. família Linaceae
2. família Humiriaceae
3. família Oxalidaceae
4. família Geraniaceae
5. família Limnaceae
6. família Tropaeolaceae
7. família Erythroxylaceae
8. família Malpighiaceae
9. família Zygophyllaceae
incertae sedis
família Cneoraceae
26. ordem Terebinthales
1. família Rutaceae
2. família Simarubaceae [sic: agora Simaroubaceae]
3. família Burseraceae
4. família Meliaceae
5. família Tremandraceae
6. família Polygalaceae
7. família Xanthophyllaceae
8. família Trigoniaceae
9. família Vochysiaceae
10. família Anacardiaceae
11. família Sapindaceae
12. família Akaniaceae
13. família Aextoxicaceae
14. família Aceraceae
15. família Hippocastanaceae
16. família Coriariaceae
17. família Cyrillaceae
18. família Pentaphylacaceae
19. família Sabiaceae
20. família Melianthaceae
21. família Corynocarpaceae
22. família Balsaminaceae
27. ordem Celastrales
1. família Aquifoliaceae
2. família Celastraceae
3. família Salvadoraceae
4. família Staphyleaceae
5. família Hippocrateaceae
6. família Stackhousiaceae
7. família Icacinaceae
28. ordem Rhamnales
1. família Rhamnaceae
2. família Vitaceae
29. ordem Umbelliflorae
1. família Cornaceae
2. família Araliaceae
3. família Umbelliferae
incertae sedis
ordem Garryales
família Garryaceae
2. subclasse Sympetalae 
1. ordem Plumbaginales
família Plumbaginaceae
2. ordem Primulales
1. família Theophrastaceae
2. família Primulaceae
3. família Myrsinaceae
3. ordem Bicornes
1. família Clethraceae
2. família Pirolaceae [sic: Pyrolaceae ]
3. família Ericaceae
4. família Empetraceae
5. família Epacridaceae
6. família Diapensiaceae
4. ordem Diospyrales
1. família Ebenaceae
2. família Hoplestigmataceae
3. família Styracaceae
4. família Symplocaceae
5. família Sapotaceae
5. ordem Tubiflorae
1. família Convolvulaceae
2. família Cuscutaceae
3. família Polemoniaceae
4. família Hydrophyllaceae
5. família Lennoaceae
6. família Boraginaceae
7. família Nolanaceae
8. família Solanaceae
9. família Scrophulariaceae
10. família Lentibulariaceae
11. família Orobanchaceae
12. família Gesneriaceae
13. família Bignoniaceae
14. família Pedaliaceae
15. família Martyniaceae
16. família Acanthaceae
17. família Verbenaceae
18. família Labiatae
19. família Tetrachondraceae
20. família Globulariaceae
21. família Phrymaceae
22. família Myoporaceae
23. família Plantaginaceae
incertae sedis
família Columelliaceae
6. ordem Contortae
1. família Loganiaceae
2. família Buddleiaceae [sic: Buddlejaceae ]
3. família Gentianaceae
4. família Menyanthaceae
5. família Apocynaceae
6. família Asclepiadaceae
7. ordem Ligustrales
família Oleaceae
8. ordem Rubiales
1. família Rubiaceae
2. família Caprifoliaceae
3. família Adoxaceae
4. família Valerianaceae
5. família Dipsacaceae
6. família Calyceraceae
9. ordem Cucurbitales
família Cucurbitaceae
10. ordem Synandrae
1. família Campanulaceae
2. família Lobeliaceae
3. família Goodeniaceae
4. família Stylidiaceae
5. família Brunoniaceae
6. família Compositae

### Monocotyledones
- II. classe Monocotyledones 
1. ordem Helobiae
1. família Alismataceae
2. família Butomaceae
3. família Hydrocharitaceae
4. família Scheuchzeriaceae
5. família Aponogetonaceae
6. família Potamogetonaceae
7. família Najadaceae
2. ordem Liliiflorae
1. família Liliaceae
2. família Stemonaceae
3. família Cyanastraceae
4. família Pontederiaceae
5. família Haemodoraceae
6. família Philydraceae
7. família Amaryllidaceae
8. família Velloziaceae
9. família Iridaceae
10. família Juncaceae
11. família Flagellariaceae
12. família Rapateaceae
13. família Thurniaceae
14. família Bromeliaceae
15. família Dioscoreaceae
16. família Taccaceae
17. família Burmanniaceae
3. ordem Enantioblastae
1. família Commelinaceae
2. família Mayacaceae
3. família Xyridaceae
4. família Eriocaulaceae
5. família Centrolepidaceae
6. família Restionaceae
4. ordem Cyperales
família Cyperaceae
5. ordem Glumiflorae
família Gramineae
6. ordem Scitamineae
1. família Musaceae
2. família Zingiberaceae
3. família Cannaceae
4. família Marantaceae
7 ordem Gynandrae
família Orchidaceae
8. ordem Spadiciflorae
1. família Palmae
2. família Cyclanthaceae
3. família Araceae
4. família Lemnaceae
9. ordem Pandanales
1. família Pandanaceae
2. família Sparganiaceae
3. família Typhaceae